# Gliese 898
Gliese 898 is een hoofdreeksster met een spectraalklasse van K6.V. De ster bevindt zich 47,45 lichtjaar van de zon.